# Zvi Livni
Zvi Livni, hebr. צבי לבני, a także Zvi Melbańczyk, hebr. צבי מלבנצ׳יק (ur. 1906 w Łodzi, zm. 1987) – polsko-izraelski malarz, litograf, ilustrator książek dla dzieci pochodzenia żydowskiego.

## Życiorys
Ukończył studia na Akademii Sztuk Pięknych w Warszawie. W 1927 wyemigrował do Palestyny, gdzie zamieszkał w kibucu Ha-Szomer Ha-Cair i był jednym z założycieli Od 1953 mieszkał kolonii artystycznej Safed w mieście Safed, której był współzałożycielem. Kilkukrotnie wyjeżdżał z Izraela, odbywając studia malarskie w Niemczech, Francji i Włoszech.

## Twórczość
W 1936 zadebiutował na swojej pierwszej wystawie indywidualnej w Tel-Awiwie, na której zaprezentował karykatury. W jego pracach widoczne były wpływy jego nauczyciela – Artura Szyka. Wcześnie porzucił tworzenie karykatur. Jego dalsza twórczość, obejmowała pejzaże, portrety oraz martwe natury, malowane przy pomocy farb olejnych, pasteli, akwareli oraz kredy. Znaczna część jego prac związana jest z krajobrazem Izraela, w tym w szczególności Galilei.
Wystawiał swoje prace na wystawach m.in. w Paryżu (1953), Zurychu (1954), Stanach Zjednoczonych (Nowy Jork, Boston, Filadelfia, 1961; Baltimere i Waszyngton, 1965; Nowy Jork, Miami i New Haven, 1966), Toronto (1962), a także na wystawach w Europie i Południowej Afryce.
Jego prace znajdują się muzeach i kolekcjach prywatnych w Izraelu, Stanach Zjednoczonych. Kanadzie i Europie, w tym w Rezydencji Prezydenta Izraela w Jerozolimie, Muzeum Sztuki w Toronto, Rose Art Museum działającym przy Uniwersytecie Brandeisa, Yale University Art Gallery, Brooklyn Museum i Shenkar Institute for Research and Documentation of Design w Izraelu.

## Ilustrowane książki
- Rachela Caspi, Ilana promienieje w głębinach morskich, hebr. קורות אילנה במעמקי הים, Tel Awiw: Yavneh(inne języki) (1942)[2]
- Eliezer Shamali, Świat zwierząt (1965)
- Icchak Avnon, Aproch Ber-Mach (hebr. אפרוח בר-מוח), (1965)[5]
- Hagada Paschalna(inne języki), Yavneh (1955)[6].

## Publikacje
- Landscapes in Israel, Yavneh, 1957
- Landscape and Man in Israel, Yavneh, 1960.